# Hamato
O hamato, ou uncinado, é um osso da mão humana que pode ser distinguido por sua forma de gancho, com um processo que se projeta para a superfície palmar. Está situado na parte medial menor do carpo.
Seu nome deriva do Latim hamtus, que significa "gancho".

## Importância clínica
Esse osso é o mais freqüentemente fraturado quando um amador de golf bate forte no chão com o seu bastão de golf. A fratura geralmente é muito pequena, e muitas vezes não é vista num raio x normal.

## Imagens Adicionais

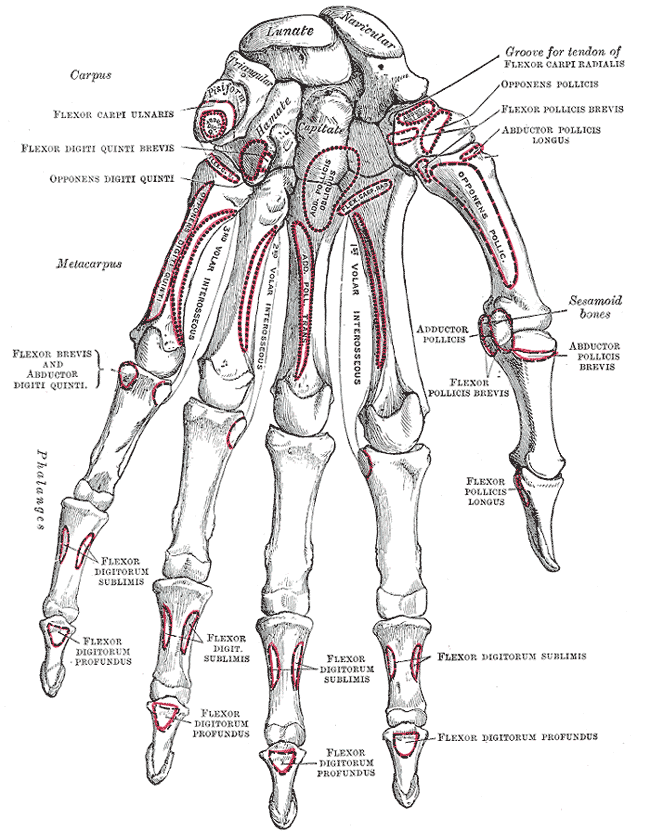
Ossos da mão esquerda. Superfície palmar.
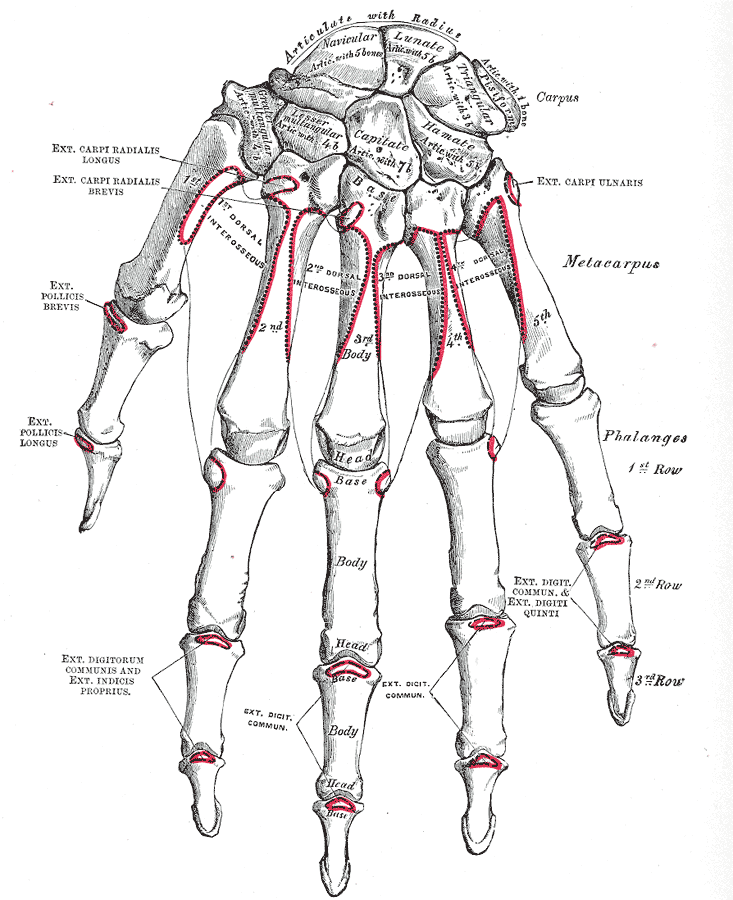
Ossos da mão esquerda. Superfície dorsal.